# Brainville, Manche
Brainville är en kommun i departementet Manche i regionen Normandie i norra Frankrike. Kommunen ligger i kantonen Saint-Malo-de-la-Lande som tillhör arrondissementet Coutances. År 2022 hade Brainville 213 invånare.

## Befolkningsutveckling
Antalet invånare i kommunen Brainville
| Referens: INSEE |